# Andreu Bessier
Andreu Bessier, Bassier, Besier o Besies – el seu cognom podria assenyalar un origen francès- fou un organista que apareix de forma alternada amb Joan Coll en l'exercici de l'organistia a la Basílica de Santa Maria d'Igualada entre 1586 i 1590.
Un rebut de 1586 acredita que el notari Gabriel Forn pagà 3 lliures «a mº Andreu Besieys mestre de orgue en paga porrata del salari se li done per sonar l'orgue de dita vila que són 10 ll per any […]». Un rebut del 12 de febrer de 1587 l'anomena «mestre del orga» i un altre de l'11 de setembre especifica que es paguen 2 lliures «a mº Andreu Bassier organista y son a compliment de las deu lliuras de la conducta li a promesas la Universitat per rahó de sonar l'orga».
Andreu Bessier reaparegué de nou a principis de 1588 i es va mantenir en l'exercici del càrrec fins al 1590. En el rebut de l'abril de 1589 es considera «a mº Andreu Bessier organiste del orgue de la iglesia de la present vila» i se li satisferen «x ll per son salari de la conducta de tot lo present y corrent any». Del seu sou anual de 12 lliures i 10 sous se li retenien 2 lliures i 10 sous «per ajuda del lloguer de la casa», la qual cosa sembla confirmar l'estabilitat de la seva residència a Igualada i, per tant, del seu càrrec. En els rebuts del 27 de febrer i del 3 d'agost de 1590 hi segueix figurant «mº Andreu Besier organiste de dita vila», amb els mateixos termes i sou.
Pel que fa a la seva obra no n'ha conservat cap testimoni compositiu.